# Brunejská kuchyně
Brunejská kuchyně je velice podobná malajské kuchyni a indonéské kuchyni, ovlivněna byla také kuchyní indickou, čínskou, thajskou, singapurskou a japonskou. Podobně jako v ostatních oblastech regionu je zde základními potravinami rýže a rybí maso. V menší míře se také používají také nudle, kokosové mléko a hovězí maso, ale to je v Bruneji poměrně drahé. Brunejské jídlo je obvykle pikantní. Ve venkovských oblastech jsou na maso loveni také divocí ptáci a jeleni.
Kvůli islámu je brunejské jídlo halal. Konzumace alkoholických nápojů je zakázána zákonem.

## Příklady brunejských pokrmů
Příklady brunejských pokrmů:
- Ambuyat, pokrm ze sága (škrobovitý prášek z ságovníkové palmy) podávaný s omáčkou, národní jídlo Bruneje
- Rendang, dlouho dušené pikantní hovězí maso s kokosovým mlékem
- Nasi lemak, rýže vařená v kokosovém mléce
- Nasi katok, vařená rýže se smaženým kuřecím masem a pikantní omáčkou sambal

## Příklady brunejských nápojů
Příklady brunejských nápojů:
- Kokosové mléko
- Ovocné šťávy
- Káva a čaj